# Tephrosia baueri
Tephrosia baueri är en ärtväxtart som beskrevs av Asa Gray. Tephrosia baueri ingår i släktet Tephrosia och familjen ärtväxter. Inga underarter finns listade i Catalogue of Life.